# Kate Hudson
Kate Garry Hudson (Los Angeles (Californië), 19 april 1979) is een Amerikaans actrice. Ze werd in 2001 genomineerd voor een Oscar voor haar bijrol in Almost Famous. Meer dan tien andere filmprijzen werden haar daadwerkelijk toegekend, waaronder een Golden Globe, een People's Choice Award en een Golden Satellite Award.

## Biografie

### Jeugd
Hudson is de dochter van Goldie Hawn en musicus Bill Hudson en is de jongere zus van acteur Oliver Hudson. Haar ouders scheidden toen ze elf maanden oud was. Hudson werd door haar moeder en Kurt Russell, haar moeders nieuwe partner, opgevoed in Colorado. Haar biologische vader was niet aanwezig tijdens haar jeugd. Ze vertelde Russell altijd te hebben beschouwd als haar vader, maar gaf wel aan dat ze het moeilijk vond op te groeien zonder een 'echte' vader.
Doordat Hudson opgroeide in Colorado, had ze als kind geen last van de gekte in Hollywood. Ze vertelde dat Hawn en Russell ouders waren die niet, zoals andere acteurs in Hollywood, wilde feesten organiseerden of er verslavingen op nahielden. Hudson behaalde in 1997 haar schooldiploma in Santa Monica. Ze werd aangenomen op de New York University, maar wilde liever actrice worden.

### Carrière
Hudson wilde al van kinds af aan in haar moeders voetsporen treden. Hawn gaf echter niet toe aan haar dochters wensen en weigerde het voorstel dat ze haar dochter zou spelen in de film Wildcats (1986). Toen ze elf was, liet ze haar dochter toe aan een auditie voor een televisieserie die uiteindelijk nooit gemaakt werd. Ze kreeg de rol, maar Hawn vertelde de producenten dat Hudson er niet aan mee kon werken.
In 1996 was ze voor het eerst op televisie te zien, toen ze een gastrol kreeg in Party of Five. Eerder kreeg ze een rol in de film Escape from L.A. (ook uit 1996), waarin ze tegenover Russell te zien zou zijn. Ze trok zich echter terug, omdat ze het wilde maken zonder hulp van Hawn of Russell. Vanaf 1998 speelde Hudson ook in films. In 2000 kwam haar grote doorbraak, toen ze als een 15-jarige groupie in de film Almost Famous (2000) te zien was. Ze werd genomineerd voor een Oscar voor beste vrouwelijke bijrol, maar verloor deze van Marcia Gay Harden voor Pollock (2000). Zelf vertelde ze niet teleurgesteld te zijn, aangezien het voor haar al een grote eer was genomineerd te zijn. Wel won ze een Golden Globe voor haar vertolking van Penny Lane.

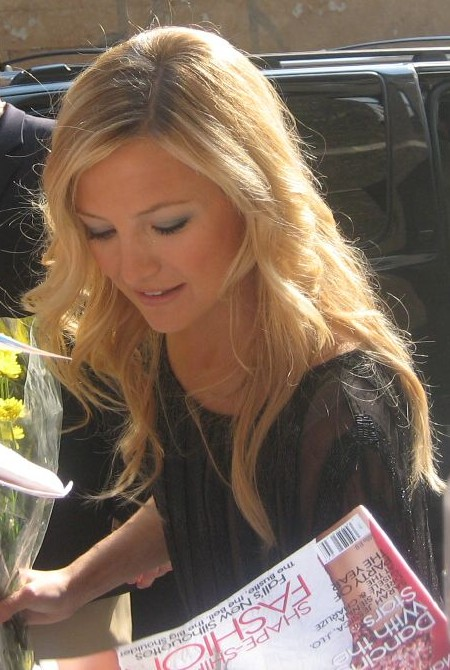
Hudson tijdens een promotie van You, Me and Dupree (2006)

In 2001 werd aangekondigd dat Hudson Gwyneth Paltrow zou vervangen in de romantische komedie How to Lose a Guy in 10 Days (2003). Ook zou ze in deze periode in de Britse film Girl with a Pearl Earring (2003) spelen, maar trok zich een week voor het begin van de opnames terug. Hiermee maakte ze de producenten woedend, aangezien een groot deel van het budget verloren ging. Ze werd later vervangen door Scarlett Johansson.
Hudson vloog in 2002 naar Frankrijk voor de opnames van Le Divorce (2003). Ze vertelde het hier erg naar haar zin te hebben en vond het een teleurstelling terug naar Amerika te moeten. Zowel How to Lose a Guy in 10 Days als Le Divorce werden in 2003 uitgebracht. Voornamelijk de eerstgenoemde film werd een groot succes onder liefhebbers van romantische komedies. Een jaar later was ze te zien in Raising Helen (2004), een filmkomedie die ook veel geld in het laatje bracht. In 2005 maakte Hudson haar eerste horrorfilm, The Skeleton Key (2005).
Hierna was Hudson voornamelijk in romantische komedies te zien, waaronder You, Me and Dupree (2006), Fool's Gold (2008) en My Best Friend's Girl (2008). In 2007 maakte ze haar regiedebuut, toen ze kindster Dakota Fanning regisseerde in de korte film Cutlass (2007).
Hudson werd in het 2007/2008 gecast in de film Nine, een musicalfilm waarin ze tegenover Daniel Day-Lewis, Marion Cotillard, Sophia Loren, Nicole Kidman, Penélope Cruz en Judi Dench te zien zal zijn. Regisseur Rob Marshall vertelde dat de rol die Hudson zal spelen speciaal voor haar geschreven werd.

### Privéleven
Hudson kwam regelmatig in de media wegens haar ingewikkelde relatie met haar vader. Ze sprak regelmatig negatief over haar biologische vader in interviews. Ze trouwde in 2000 met Chris Robinson, zanger van de band The Black Crowes. In 2004 kreeg ze bij hem een zoon. In 2006 gingen Hudson en Robinson uit elkaar. Geruchten ontstonden dat dit kwam doordat Hudson een affaire had met You, Me and Dupree-tegenspeler Owen Wilson. Hoewel Hudson en Wilson dit ontkenden, werd het al snel duidelijk dat de twee wel degelijk een relatie hadden.
Hudson en Wilsons relatie was niet van lange duur. In juni 2007 gingen ze uit elkaar. Dit viel Wilson zwaar en hij raakte in een depressie. In augustus 2007 probeerde hij zelfmoord te plegen door zijn polsen door te snijden en een overdosis pillen te nemen. Dit zou hij gedaan hebben vanwege zijn breuk met Hudson. In oktober 2007 was haar scheiding met Robinson rond. Hudson vertelde in interviews dat dit het beste was dat haar ooit was overkomen. Hudson had hierna kort een relatie met Dax Shepard en er ontstonden ook geruchten dat ze uitging met Heath Ledger. Zelf ontkende ze dit echter.
In 2008 kreeg Hudson opnieuw een relatie met Wilson. In mei 2008 werd echter bevestigd dat ze voorgoed uit elkaar waren gegaan. Een dag later werd al aangekondigd dat Hudson een relatie had met wielrenner Lance Armstrong. Ook deze relatie was van korte duur. In juli 2008 gingen ze uit elkaar. Hierna werd ze gesignaleerd met sportman Eric Lindros. Van medio juni 2010 tot eind 2014 had ze een relatie met zanger, gitarist en pianist Matthew Bellamy van de Britse rockgroep Muse. Op 9 juli 2011 kreeg ze een tweede zoon. Hudson woont samen met haar huidige partner; ze beviel op 2 oktober 2018 van haar derde kind, een dochter.